# 301. Infanterie-Division (Wehrmacht)
La 301. Infanterie-Division fu una divisione dell'esercito tedesco attiva durante la seconda guerra mondiale che venne creata nell'agosto 1939 e fu impiegata nella campagna di Polonia e venne subito sciolta nell'ottobre 1939.

## Storia
La divisione fu costituita nell'agosto 1939 da truppe di Königsberg e venne impiegata durante la campagna di Polonia, combattendo nell'area di Küstrin. Dopo la fine della campagna venne sciolta il 14 ottobre 1939.

## Comandanti
- Generalmajor Eccard von Gablenz (agosto 1939 - 14 ottobre 1939)